# Août 1978

## Événements
- Sadate fonde le parti national démocrate (PND), qui exerce son hégémonie sur la vie politique en Égypte[1].
- 6 août : décès du pape Paul VI.
- 7 août : coup d’État militaire au Honduras.
- 10 août : Peugeot rachète les usines de Chrysler en Europe.
- 12 août : la Chine et le Japon signent un traité de paix et d'amitié[2],[3]. Deng Xiaoping rend visite à l’empereur du Japon.
- 13 août (Formule 1) : Grand Prix automobile d'Autriche.
- 19 août : vingt cinq-ans, jour pour jour, après le coup d'État du 19 août (qui renversa Mossadegh), un cinéma prend feu dans un quartier populaire d'Abadan en Iran, après que quatre hommes ont préalablement fermé ses entrées qui furent aspergées d'essence. Plus de 400 personnes, pour la plupart venues voir Le Cerf (en), un film aux accents contestataires, trouvent la mort dans cet incendie criminel. Le chah, Mohammad Reza Pahlavi, accuse les "islamo-marxistes"' d'être derrière l'attentat, tandis que l'opposition ainsi que les dix mille proches des victimes accusent ce dernier, ainsi que sa police politique, la SAVAK, d'avoir fomenté un "incendie du Reichstag".
- 22 août :
  - Mort de Jomo Kenyatta. Daniel Arap Moi devient président du Kenya (fin en 2002).
  - Nicaragua : le FSLN prend le palais national. Une ultime tentative de conciliation de l’Organisation des États américains échoue.
- 26 août : élection de l'archevêque de Venise, Albino Luciani, qui devient le pape Jean-Paul Ier.
- 27 août :
  - (Formule 1) : Grand Prix automobile des Pays-Bas.
  - (Rallye automobile) : arrivée du Rallye de Finlande.
- 28 août (Portugal) : démission de Mário Soares. Gouvernements « d’initiation présidentielle » d’août 1978 à janvier 1979. Manifestation gigantesque à Lisbonne, organisée par l’intersyndicale, pour protester contre la dérive à droite.
- 29 août : au Tchad, Félix Malloum prend Hissène Habré, ancien chef des rebelles Toubou, comme Premier ministre. Leurs dissensions provoquent une guerre civile.
- 31 août : disparition de l'imam Moussa Sadr, leader de la communauté chiite libanaise, et de ses compagnons le cheikh Mohammed Yacoub et le journaliste politique Abbas Bader El Dine, lors d'une visite officielle en Libye auprès de Mouammar Kadhafi (25 août)[4].

## Naissances
- 3 août : Karien Noordhoff, actrice néerlandaise.
- 5 août : Rita Faltoyano, actrice pornographique hongroise.
- 13 août : Booder, humoriste franco-marocain.
- 20 août : Sitapha Savané, basketteur sénégalais.
- 23 août :
  - Kobe Bryant, basketteur américain († 26 janvier 2020).
  - Joachim Cooder, batteur américain, fils de Ry Cooder.
  - Julian Casablancas, chanteur du groupe américain The Strokes.
- 24 août : Alex Lutz, acteur, humoriste, metteur en scène et auteur de théâtre français.
- 29 août : Jérémie Elkaïm, acteur, scénariste et réalisateur français.

## Décès
- 6 août : Paul VI, né Giovanni Battista Montini, pape.
- 16 août :
  - Georges Moens de Fernig, homme politique belge (° 28 août 1899).
  - Paul Yü Pin, cardinal chinois, archevêque de Nanjing (° 13 avril 1901).
- 19 août : Jean Eschbach , résistant alsacien et chef FFI (°29 mars 1895).
- 22 août : Ignazio Silone, 78 ans, écrivain et homme politique italien (° 1er mai 1900).
- 26 août : Charles Boyer, acteur.
- 27 août : Robert Shaw, acteur britannique.
- 30 août : Henryk Zygalski, mathématicien et cryptologue polonais (° 15 juillet 1906).